# Järavallen (ort)
Järavallen är en tätort (före 2015 småort)  i Hofterups socken i Kävlinge kommun, cirka 5 km nordväst om Löddeköpinge, omgiven av Barsebäcks golfklubb.
I omedelbar närhet ligger naturreservatet Järavallen.

## Befolkningsutveckling
| Befolkningsutvecklingen i Järavallen 2015–2020                                   | Befolkningsutvecklingen i Järavallen 2015–2020 | Befolkningsutvecklingen i Järavallen 2015–2020 | Befolkningsutvecklingen i Järavallen 2015–2020 | Befolkningsutvecklingen i Järavallen 2015–2020 |
| -------------------------------------------------------------------------------- | ---------------------------------------------- | ---------------------------------------------- | ---------------------------------------------- | ---------------------------------------------- |
|                                                                                  |                                                |                                                |                                                |                                                |
| År                                                                               |                                                |                                                | Folkmängd                                      | Areal (ha)                                     |
| 2015                                                                             | 2015                                           |                                                | 258                                            | 32                                             |
| 2020                                                                             | 2020                                           |                                                | 250                                            | 30                                             |
| Anm.: Ny tätort 2015, var tidigare en småort som växte samman 2015 med Lundåkra. |                                                |                                                |                                                |                                                |

## Fotnoter
1. 1 2  Statistiska tätorter 2023, befolkning, landareal, befolkningstäthet per tätort, SCB, 28 november 2024, läs online.[källa från Wikidata]
2. ↑  Förändringar i antalet tätorter 2010-2015, SCB, 25 oktober 2016, läs online, läst: 10 juni 2017.[källa från Wikidata]
3. ↑  Småorternas landareal, folkmängd och invånare per km² 2005 och 2010, korrigerad 2012-10-15, SCB, 15 oktober 2012, läs online, läst: 9 juli 2016.[källa från Wikidata]
4. 1 2  Kodnyckel för SCB:s statistiska tätorter och småorter - Koppling mellan gammalt och nytt kodsystem, SCB, 11 november 2021, läs online.[källa från Wikidata]
5. ↑  ”Landareal per tätort, folkmängd och invånare per kvadratkilometer. Vart femte år 1960 - 2016”. Statistiska centralbyrån. Arkiverad från originalet den 13 juni 2017. https://web.archive.org/web/20170613011648/http://www.statistikdatabasen.scb.se/pxweb/sv/ssd/START__MI__MI0810__MI0810A/LandarealTatort/?rxid=ff9309f9-7ecb-480f-a73c-08d86b3e56f8. Läst 18 maj 2017.